# Þróttur Reykjavik
Le Knattspyrnufélagið Þróttur ou Þróttur Reykjavik est un club islandais omnisports basé à Reykjavik. Outre le football, le Þróttur abrite des sections de basket-ball, de handball, de volley-ball, de tennis, d'échecs et de curling.

## Historique
- 5 août 1949 : fondation du club

## Palmarès
- Championnat d'Islande D2
  - Champion : 1958, 1963, 1965, 1977, 1982 et 1997

- Championnat d'Islande D3
  - Champion : 1990